# Семпл, Мария
Мария Семпл (англ. Maria Keogh Semple; род. 21 мая 1964) — американская писательница, сценарист, продюсер и актриса. Автор романов «This one is mine» (2008), «Куда ты пропала, Бернадетт?» (2012), «Сегодня будет по-другому» (2016). Она принимала участие в создании нескольких популярных телесериалов: «Беверли-Хиллз, 90210», «Без ума от тебя», «Замедленное развитие» и др., шоу «Saturday Night Live».

## Биография
Мария родилась в Санта-Монике, Калифорния, однако вскоре ее семья переехала в Испанию. Отец Марии, Лоренцо Семпл-младший, написал сценарий пилотного эпизода телесериала «Бэтмен». Их семья переехала в Лос-Анджелес, а затем — в Аспен, Колорадо. Семпл посещала школу-интернат Чоут Розмари Холл, а затем, в 1986 году получила степень бакалавра английского языка в Барнард-колледже.

## Карьера
В качестве сценариста Мария Семпл впервые работала над телесериалом «Беверли-Хиллз, 90210». В 1997 году за участие в написании сценария к сериалу «Без ума от тебя» Мария была номинирована на премию Эмми. А за работу над «Замедленным развитием» в 2006 и 2007 годы её номинировали на премию Гильдии сценаристов Америки.
В 2004 году Мария снялась в эпизодической роли в комедии Дэвида Расселла «Взломщики сердец». А в 2010 году её роман «This one is mine» стал финалистом премии «Pacific Northwest Booksellers Association Award». Мария — активный член литературного сообщества Сиэтла и является одним из основателей коллектива Seattle7Writers. Её произведения не раз печатал журнал The New Yorker. Также, она преподавала художественную литературу в некоммерческом общественном писательском центре Hugo House.

## Романы
Все романы Марии Семпл, а именно: «This one is mine» (2008), «Куда ты пропала, Бернадетт?» (2012) и «Сегодня будет по-другому» (2016) были опубликованы издательством Little, Brown and Company. 
Роман «This One is Mine» повествует о женщине, у которой есть всё: любящая семья и деньги, однако она не чувствует себя счастливой, что заставляет её принимать опасные решения в погоне за чем-то «большим». 
В романе «Куда ты пропала, Бернадетт?» рассказывается о талантливом архитекторе, жене и матери Бернадетт, которая изо всех сил пытается приспособиться к жизни в Сиэтле и неожиданно бесследно исчезает перед семейной поездкой в Антарктиду. Роман держался в списке бестселлеров The New York Times год и был издан более чем в 25 странах мира. В 2013 году Annapurna Pictures и Color Force приобрели права на экранизацию книги. В ноябре стало известно, что главную роль в фильме исполнит Кейт Бланшетт. Мировая премьера состоялась 16 августа 2019 года, в России фильм вышел 5 сентября. 
Действие романа «Сегодня будет по-другому» разворачивается в течение 1 дня. Главная героиня решает прожить этот день наилучшим образом, но разные обстоятельства пытаются ей помешать. Кабельный канал HBO планирует выпустить мини-сериал по роману «Сегодня будет по-другому» с Джулией Робертс в главной роли.

## Личная жизнь
Семпл находится в отношениях с Джорджем Мейером (одним из авторов культового ситкома «Симпсоны»). У пары есть дочь. В настоящее время они живут в Сиэтле.